# Викарни архијереј
Викарни архијереј или помоћни архијереј (грч. βοηθός επίσκοπος) је архијереј који помаже епархијском архијереју у управљању епархијом. У Православној цркви, на службу викарног (помоћног) јерарха у некој епархији поставља се архијереј чија се титула не односи на архијерејску катедру те епархије, већ је изведена из назива неке угашене (историјске) епархије (титуларни архијереј). Опсег надлежности викарног, односно помоћног јерарха условљен је специфичним традицијама и праксом која постоји у различитим помесним црквама. У Римокатоличкој цркви постоје викарни, односно ауксилијарни бискупи.

## Српска православна црква
У Српској православној цркви сви викарни архијереји су епископског чина. Обично су то епископи који су тек уведени у то звање. Они добијају почасну титулу, најчешће по некој историјској епископији. Када путем помагања свом епархијском архијереју стекну искуство у управљању епархијским пословима, викарни архијереји се по потреби бирају за епархијске архијереје у упражњеним епархијма. Неки архијереји прво прођу кроз звање викарног архијереја, а неки не. Викарни епископи нису пуноправни чланови Светог архијерејског сабора већ учествују у саборском раду без права одлучивања (осим код избора патријарха српског).
Викарни епископи, садашњи и бивши, јесу:
- викарни епископ диоклијски
- викарни епископ јегарски (упражњено)
- викарни епископ лепавински (упражњено)
- викарни епископ липљански
- викарни епископ марчански
- викарни епископ моравички
- викарни епископ мохачки
- викарни епископ новобрдски
- викарни епископ ремезијански
- викарни епископ скадарски (упражњено)
- викарни епископ тетовски (упражњено)
- викарни епископ топлички
- викарни епископ хвостански
- викарни епископ хоповски (упражњено)
- викарни епископ хумски
- викарни епископ велички (ПОА) (упражњено)
- викарни епископ дремвички (ПОА) (упражњено)
- викарни епископ стобијски (ПОА)
- викарни епископ костајнички
- викарни епископ јенопољски

Некадашњи викарни епископи будимљански и сремски постали су епархијски епископи будимљанско-никшићки и сремски.

## Друге православне цркве
У Руској православној цркви викарни архијереји могу носити звање епископа, архиепископа или митрополита. Најпознатији викар са чином митрополита јесте „митрополит волоколамски” који је помоћник патријарха московског и све Русије, предсједник Одсјека спољних црквених веза и стални члан Светог синода по дужности. Функција викарних архијереја је двојака: могу бити уопштено помоћници епархијских архијереја или могу стајати на челу викаријата у епархијама. Викари су пуноправни чланови Архијерејског сабора па је могуће и епархијске архијереје премјештати на викарне катедре.
У Румунској православној цркви је заступљен тзв. митрополитски систем. Једну митрополију чини више епархија (архиепископија и епископија), а митрополит је уједно поглавар архиепископије у сједишту митрополије. Сви викарни архијереји имају звање епископа и постављају се за помоћнике митрополита/архиепископа. Такође, румунски патријарх осим викара који му помаже као епархијском архијереју има и патријарашке викаре који му помажу као црквеном поглавару.
У Бугарској православној цркви сви викарни архијереји су епископског звања док сви епархијски архијереји носе звање митрополита. Викарни епископи се постављају као помоћници бугарском патријарху или епархијским митрополитима.